# Cap Zebib
Le cap Zebib (arabe : رأس زبيب) est un cap situé près de la ville de Metline, dans le Nord de la Tunisie.
Les unités de la garde maritime y mettent en échec une tentative d'émigration clandestine vers l'Italie le 23 juin 2017.
Après plusieurs noyades sur des plages non aménagées, la baignade est interdite sur les plages rocheuses du cap le 6 juillet 2017.